# قرار مجلس الأمن التابع للأمم المتحدة رقم 1431
قرار مجلس الأمن التابع للأمم المتحدة رقم 1431، المتخذ بالإجماع في 14 آب / أغسطس 2002، بعد التذكير بالقرارات 827 (1993) و955 (1994) و1165 (1998) و1166 (1998) و1329 (2000) و1411 (2002)، أنشا المجلس مجموعة من القضاة المؤقتين في المحكمة الجنائية الدولية لرواندا من أجل استكمال عملها في أقرب وقت ممكن.
وقد عقد مجلس الأمن العزم على رصد التقدم الذي تحرزه المحكمة الجنائية الدولية لرواندا عن كثب قدر الإمكان، وكان مقتنعا بالحاجة إلى إنشاء مجموعة من القضاة المخصصين لتيسير اختتام أعمالها. بموجب الفصل السابع من ميثاق الأمم المتحدة، تم إنشاء مجموعة من القضاة المؤقتين وأدخلت تعديلات على النظام الأساسي للمحكمة الجنائية الدولية لرواندا والمحكمة الجنائية الدولية ليوغوسلافيا السابقة وفقًا لذلك.
طُلب من الأمين العام كوفي عنان اتخاذ الترتيبات اللازمة لانتخاب 18 قاضيا مؤقتا وتوفير الموارد للمحكمة. أخيرًا، تم حث جميع البلدان على التعاون مع المحكمة الجنائية الدولية لرواندا وفقًا لالتزاماتها بموجب القرار 955؛ كان هذا في جزء منه إشارة إلى رواندا التي اتهمها رئيس المحكمة بتبني موقف غير متعاون تجاه المحكمة الجنائية الدولية لرواندا في رسائله إلى المجلس 

## روابط خارجية
- نص القرار في undocs.org